# Люціан Пульвермахер
Священник Ерл Люціан Пульвермахер (англ. Earl Lucian Pulvermacher), капуцин, (20 квітня, 1918 — 30 листопада 2009) — американський седевакантист, якого 1998 року проголошено папою Пієм XIII Істинно-католицької церкви. Істинна католицька церква (англ. True Catholic Church) — невелика секта, адепти якої зосереджені переважно в штаті Монтана (США).

## Раннє життя
Пій XIII, у миру Ерл Пульвермахер народився 20 квітня 1918 року в сім'ї Гюберта Пульвермахера та Сесілії Леренц. Був охрещений 28 квітня 1918. Після чотирьох років передсемінарії, року новіціяту, чотирьох років вивчення філософії та чотирьох років вивчення теології він дає вічні обітниці 28 серпня 1942 року в чернечому ордені капуцинів. 5 червня 1946 року його зводять у сан священника.
За традицією капуцинів вибирати собі інше ім'я, щоб показати своє «відсторонення від миру», він вибрав собі ім'я Люціан, що означає «той, хто освітлює шлях». Від осені 1947 до кінця 1948 о. Люціан — вікарій парафії св. Франциска в Мілвокі (США). Наприкінці 1948 як місіонер він виїжджає на острови Амамі Осіма, де служить спочатку на посаді вікарія, а потім — настоятеля приходу. 1955 року він переїжджає на острів Окінава, де служить до весни 1970. Від кінця 1970 до січня 1976 року він є місіонером в Австралії.

## Католик-традиціоналіст
У січні 1976 року о. Люціан Пульвермахер залишає Австралію та орден капуцинів і розпочинає співпрацю з традиціоналістичними католицькими організаціями, опозиційними рішенням Другого Ватиканського собору. Деякий час співпрацює зі Священницьким братством святого Пія X (FSSPX). Після розриву з FSSPX (його рідний брат, о. Карл Пульвермахер, вступив до FSSPX незабаром після розриву відносин о. Люціана з цим братством і донині є в ньому священиком) о. Люціан організовує приватні каплиці в деяких частинах США, де служить Тридентську месу.

## Седевакантист
У 1990-х роках о. Люціан приходить до висновку, що римський понтифік Іван Павло II є масоном, а значить і його вибори папою 1978 року є недійсними. Ґрунтуючись на цьому, а також на тому, що постанови Другого Ватиканського собору суперечать католицькій вірі, він робить висновок, що всі післясоборні папи недійсні. Тобто Павло VI, Іван Павло I та Іван Павло II фізично займають римський престол, але не є істинними римськими понтифіками. Папа Іван XXIII, який скликав Другий Ватиканський собор, через свою єресь також перестав бути католиком, а значить і папою. Таким чином, за теорією о. Люціана Пульвермахера, престол св. Петра залишається вакантним після смерті папи Пія XII 1958 року.

## Псевдоконклав
1998 року вирішено скликати конклав із консервативних католиків, причому як світських, так і кліриків. Голосування мало проводитися телефоном. Конклав розпочався 23 жовтня 1998 року о 13:00 і тривав 24 години. Слід зазначити, що о. Люціан був єдиним священнослужителем на цьому конклаві, який претендував на папство. Після його завершення папою обрано о. Люціана, який вибрав ім'я Пій XIII. Проте обраний Пій XIII залишався священиком. Тому спочатку він зводить у «єпископський» сан одруженого австралійця Гордона Бейтмана (англ. Gordon Bateman), який потім зводить у «єпископи» папу Пія XIII. Це було початком утворення Істинної католицької церкви на чолі з папою Пієм XIII. «Єпископа» Бейтмана поставлено кардиналом.
Лави священнослужителів Істинної католицької церкви поповнив 18 червня 2000 року одружений Роберт Ліон, якого звів у сан «священника» папа Пій XIII. Незабаром дороги «кардинала» Бейтмана та папи Пія XIII розійшлися. Бейтман засудив папу в тому, що той практикував ворожіння з використанням маятника та пропагував це іншим. Розірвавши стосунки з Пієм XIII, Бейтман приєднався до іншого антипапи Михайла I.
Помер Люціан Пульвермахер 30 листопада 2009 року.